# کووبوچنو
کووبوچنو (به لهستانی:  Kłobuczyno) یک روستا در لهستان است که در گمینا کوشچیژنا واقع شده‌است.
 کووبوچنو  ۴۹۰ نفر جمعیت دارد.